# François Étienne de Rosily-Mesros
François Étienne de Rosily-Mesros (Brest, 13 de enero de 1748-París, 12 de noviembre de 1832)  fue un marino y militar francés, almirante de la Marina Imperial y posteriormente de la Real.
Compañero de Kerguelen en la exploración de los mares del Sur (1771-1772), fue enviado en 1805 por Napoleón a Cádiz para sustituir a Villeneuve en el mando de la escuadra franco-española bloqueada en este puerto por los ingleses, pero este intentó una salida antes de su llegada, que culminó en la batalla de Trafalgar. Los restos de la flota francesa ya a su mando, fueron capturados en 1808 por el ejército español en la batalla de la Poza de Santa Isabel, durante la Guerra de Independencia Española.